# The Greatest Holiday Classics
The Greatest Holiday Classics – kompilacyjny, złożony ze świątecznych piosenek album saksofonisty Kenny'ego G, wydany w 2005 roku. Uplasował się on na szczycie notowania Contemporary Jazz, na pozycji #26 listy R&B/Hip-Hop Albums, a także na miejscu #38 Billboard 200.

## Lista utworów
1. „We Wish You a Merry Christmas" – 2:36
2. „Deck the Halls / The Twelve Days of Christmas" – 3:01
3. „Joy to the World" – 2:29
4. „Have Yourself a Merry Little Christmas" – 3:56
5. „Sleigh Ride" – 3:48
6. „Miracles" – 2:32
7. „Jingle Bell Rock" – 3:33
8. „White Christmas" – 3:02
9. „Winter Wonderland" – 3:03
10. „My Favorite Things" – 3:19
11. „We Three Kings / Carol of the Bells" – 4:08
12. „Let It Snow! Let It Snow! Let It Snow!" – 3:09
13. „Ave Maria" – 4:30
14. „The Chanukah Song" – 2:30
15. „Jingle Bells" – 2:33
16. „I'll Be Home for Christmas" – 3:29

## Single
| Rok  | Tytuł                           | Pozycje na listach    |
| Rok  | Tytuł                           | US Adult Contemporary |
| ---- | ------------------------------- | --------------------- |
| 2005 | "My Favorite Things”            | #22                   |
| 2005 | "We Wish You a Merry Christmas” | #15                   |
| 2006 | "Jingle Bell Rock”              | #35                   |